# Нојхаузен ауф ден Филдерн
Нојхаузен ауф ден Филдерн (њем. Neuhausen auf den Fildern) општина је у њемачкој савезној држави Баден-Виртемберг. Једно је од 44 општинска средишта округа Еслинген. Према процјени из 2010. у општини је живјело 11.469 становника. Посједује регионалну шифру (AGS) 8116047.

## Географски и демографски подаци
Нојхаузен ауф ден Филдерн се налази у савезној држави Баден-Виртемберг у округу Еслинген. Општина се налази на надморској висини од 320 метара. Површина општине износи 12,5 km². У самом мјесту је, према процјени из 2010. године, живјело 11.469 становника. Просјечна густина становништва износи 920 становника/km².